# أندرو هرمان
أندرو هرمان (بالإنجليزية: Andrew Hermann)‏ هو عداء مشي أمريكي، ولد في 25 فبراير 1971 في نيوبورت في الولايات المتحدة.

## وصلات خارجية
- أندرو هرمان على موقع الاتحاد الدولي لألعاب القوى (الإنجليزية)
- أندرو هرمان على موقع أوليمبيديا (الإنجليزية)